# Jure Balažić
Jure Balažić, slovenski košarkar, * 12. september 1980, Novo mesto.

## Klubska kariera
Jure Balažić prihaja iz Novega mesta, kjer je tudi začel z igranjem košarke. Nato ga je pot vodila v dobrih 40 km oddaljeno Krško, kjer je začel svojo  člansko kariero, saj mu pri matičnem klubu Krka niso dali priložnosti za igro. Tako je igral prve tri sezone za  Interier Krško, nato pa je kar 10 sezon (1999-2001, 2002-2005, 2007-2012) odigral v dresu novomeške Krke in bil z njo tudi večkrat državni prvak. Leta 2011 je kot kapetan Krke osvojil FIBA Eurochallenge. Po treh epizodah v Krki se je specializiral na turško košarko, kjer je v letih 2012-2015 zamenjal več klubov (Erdemirspor, Tofas, Istanbul BB). V sezoni 2015/2016 igra v turški ligi pod vodstvom nekdanjega slovenskega selektorja Jureta Zdovca v klubu Royal Hali Gaziantep, na to do 2018 ostal v klubu Gaziantep.
V sezoni 2018/2019 ponovno igra v KK Krka.

## Reprezentanca
Za slovensko člansko reprezentanco je debitiral na Evropskem prvenstvu v košarki 2013 v Sloveniji. Na Evropskem prvenstvu v košarki 2015 je bil kapetan reprezentance. Velja za izjemno kompetentega, racionalnega in predvsem moštvenega igralca.

## Osebno
Jure je pri osemnajstih letih začel nenadzorovano hujšati, slabeti in kaj kmalu bi se lahko njegova košarkarska pot končala, saj je bila ob sprejemu na kliniko pri krvnem sladkorju 44 mmol/l  postavljena doživljenjska diagnoza: diabetes tip 1.  Odlični zdravstveni oskrbi in izjemni fizični kondiciji se ima zahvaliti za optimalno okrevanje in nemoteno nadaljevanje športne kariere vrhunskega športnika.  
Jure se je v teh letih naučil spopadati z diabetesom na tako visoki ravni, kakršne so njegove igre v tujih klubih na najvišji in v slovenski reprezentanci, kjer bo na EP2015 celo kapetan reprezentance.